# Interferenza (fisica)
Una interferenza, nella fisica, è un fenomeno dovuto alla sovrapposizione, in un punto dello spazio, di due o più onde. Quello che si osserva è che l'intensità (o ampiezza) dell'onda risultante in quel punto può essere diversa rispetto alla somma delle intensità associate ad ogni singola onda di partenza. 
Il termine viene usualmente utilizzato per parlare di interferenza tra due onde coerenti, di norma provenienti dalla stessa sorgente. I fenomeni di interferenza che si osservano quotidianamente possono essere ad esempio quelli che riguardano le increspature che si formano su uno specchio d'acqua (si veda la figura a destra), oppure i battimenti tra onde sonore.

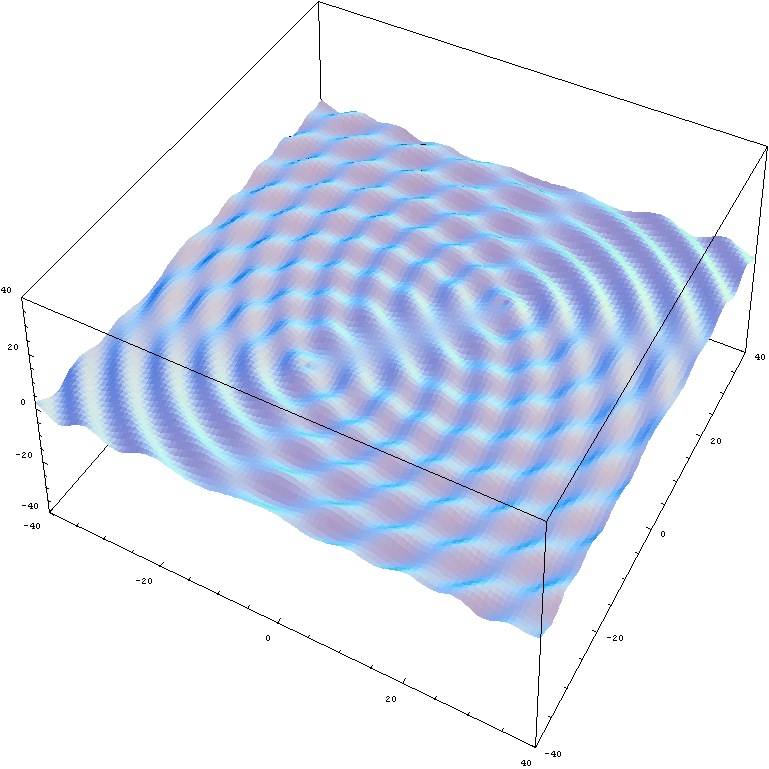
Interferenza di due onde sinusoidali sulla superficie di un liquido

## Storia
Isaac Newton, dall'osservazione delle ombre create dagli oggetti investiti dalla luce, ipotizzò che essa fosse composta da corpuscoli che venivano bloccati dalla superficie illuminata di quei corpi. La congettura di Newton resistette per diverso tempo fino a quando Thomas Young dimostrò nel suo celebre esperimento del 1801, il primo in cui appunto veniva evidenziato il fenomeno dell'interferenza luminosa, la natura ondulatoria della luce, scardinando così la teoria corpuscolare che comunque, già all'epoca di Newton, iniziava ad essere falsificata (lo stesso fisico inglese non riuscì ad esempio a spiegare il fenomeno degli anelli di Newton, che può essere compreso solo ricorrendo a modelli ondulatori). La doppia natura di "onda" e "quanto", della luce, fu in seguito appurata mediante gli studi sul corpo nero, sull'effetto Compton, sull'effetto fotoelettrico e sull'assorbimento della radiazione da parte della materia.
L'esperimento di Young venne ripetuto nel 1961, utilizzando stavolta non radiazioni elettromagnetiche ma fasci di elettroni; anche in quel caso si osservò il fenomeno dell'interferenza, a conferma dell'ormai collaudato formalismo della meccanica quantistica e in particolar modo della cosiddetta ipotesi del dualismo onda-particella.

## Descrizione generale
In generale, si dice che l'interferenza è costruttiva quando l'intensità risultante è maggiore rispetto a quella di ogni singola intensità originaria, e distruttiva in caso contrario.
L'interferenza è un effetto che coinvolge esclusivamente fenomeni ondulatori: quelli riguardanti il trasporto di materia, come ad esempio la conduzione di un fluido all'interno di una tubatura, non risentono dell'interferenza. In tale contesto infatti l'intensità è definita dal flusso di materia attraverso una data superficie e, come noto, le quantità di materia trasportate da due correnti di particelle che si incontrano si sommano (ad esempio, la portata di un fiume è pari alla somma delle portate di tutti i suoi affluenti che si trovano a monte, più quella della sorgente).

### Interferenza costruttiva e distruttiva
Definita la differenza di fase {\textstyle \delta ={\frac {2\pi }{\lambda }}d\sin {\theta }}, con {\textstyle d} distanza tra le sorgenti e {\textstyle \lambda } lunghezza d'onda, l'interferenza è totalmente costruttiva se si verifica che {\textstyle {\frac {\delta }{2}}=m\pi }, cioè {\textstyle d\sin {\theta }={\frac {2m\lambda }{2}}} (un numero pari di volte mezza lunghezza d'onda), mentre è totalmente distruttiva se si verifica che {\textstyle {\frac {\delta }{2}}={\frac {(2m+1)\pi }{2}}}, cioè {\textstyle d\sin {\theta }={\frac {(2m+1)\lambda }{2}}} (un numero dispari di volte mezza lunghezza d'onda).

### Interferenza da diffrazione
La figura mostra un metodo usato per produrre onde luminose che interferiscono tra loro. Si tratta di un piano su cui sono state praticate due fenditure: un'onda piana, incidendo sulla superficie, viene parzialmente schermata. Secondo il principio di Huygens le due fenditure, se di dimensioni sufficientemente piccole rispetto alla lunghezza d'onda della radiazione incidente, a grande distanza dallo schermo si comportano come sorgenti puntiformi di luce coerente ossia in fase tra di loro.
Le onde sferiche emesse dalle fenditure interferiranno: se mettiamo una lastra fotografica oltre lo schermo, osserveremo su di essa una serie alternata di bande illuminate e scure, dette frange di interferenza, corrispondenti ai massimi e ai minimi di interferenza.
Il discorso può essere esteso al caso generale in cui sono presenti più aperture, ma prima discutiamo quello particolare.

## Il calcolo matematico

### Le onde e le frazioni

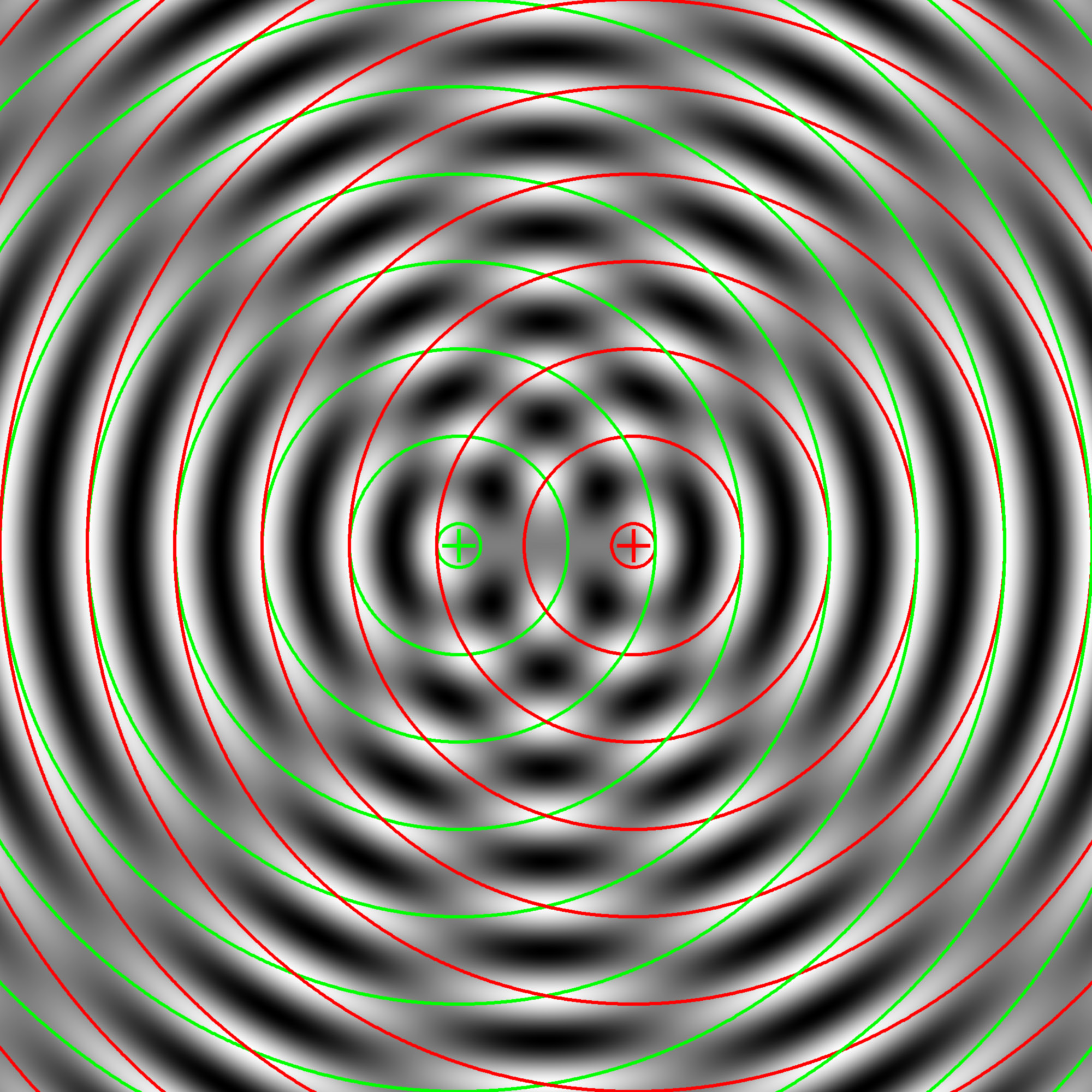
Figura di interferenza prodotta da due sorgenti puntiformi coerenti. Si noti l'alternanza di frange chiare e frange scure

Due onde generate da sorgenti a frequenza differente non danno luogo ad interferenza, perché oscillazioni con periodo diverso sono disaccoppiate in potenza. Consideriamo allora il caso di due onde che si sovrappongono con la medesima lunghezza d'onda.
I casi estremi sono rappresentati in figura: nel primo, le onde sono in concordanza di fase, cioè si sovrappongono esattamente dando luogo ad un'onda di ampiezza pari alla somma delle singole ampiezze, mentre nel secondo sono in opposizione di fase e dunque si elidono esattamente. Si parla allora rispettivamente di interferenza totalmente costruttiva e di interferenza totalmente distruttiva, a seconda dello sfasamento (nullo nel primo, {\displaystyle \pi } nel secondo). In generale, si verifica facilmente che la sovrapposizione di due onde di ampiezza {\displaystyle A} e sfasate di {\displaystyle \delta } genera una nuova onda di ampiezza pari a
{\displaystyle 2A\cos {\frac {\delta }{2}}}
A seconda delle relazioni che intercorrono tra le onde che interferiscono, è comunque possibile che gli sfasamenti dipendano dalla coordinata spaziale. Dunque, si potranno osservare regioni in cui l'interferenza è totalmente costruttiva (dette massimi di interferenza, corrispondenti a frange luminose chiare) alternate ad altre in cui invece l'interferenza è totalmente distruttiva (dette minimi di interferenza, corrispondenti a frange non illuminate scure).
L'ampiezza di queste regioni è legata sia alla disposizione geometrica delle sorgenti, sia alla lunghezza d'onda; si capisce abbastanza facilmente che, tanto più piccola è la lunghezza d'onda, tanto più piccole e cadenzate saranno queste frange. Questo è uno dei motivi per il quale non si riescono ad osservare quotidianamente fenomeni di interferenza luminosa, ma non è il solo; l'altro è legato alla decoerenza delle sorgenti. Infatti, le più comuni fonti di luce (il sole, le lampadine ad incandescenza e così via) emettono svariati pacchetti di radiazioni che si sovrappongono in maniera completamente casuale, a seconda dell'istante al quale vengono generati: in una situazione del genere quindi, la distribuzione delle frange varierà così rapidamente da non poter essere seguita dall'occhio umano (a causa del fenomeno di persistenza delle immagini sulla retina), che quindi osserverà solo una distribuzione regolare di luminosità. L'unico modo per poter osservare questi fenomeni è disporre di due o più sorgenti coerenti, ad esempio sfruttando il fenomeno della diffrazione come fece Young nel suo esperimento della doppia fenditura.

### Esperienza delle due fenditure

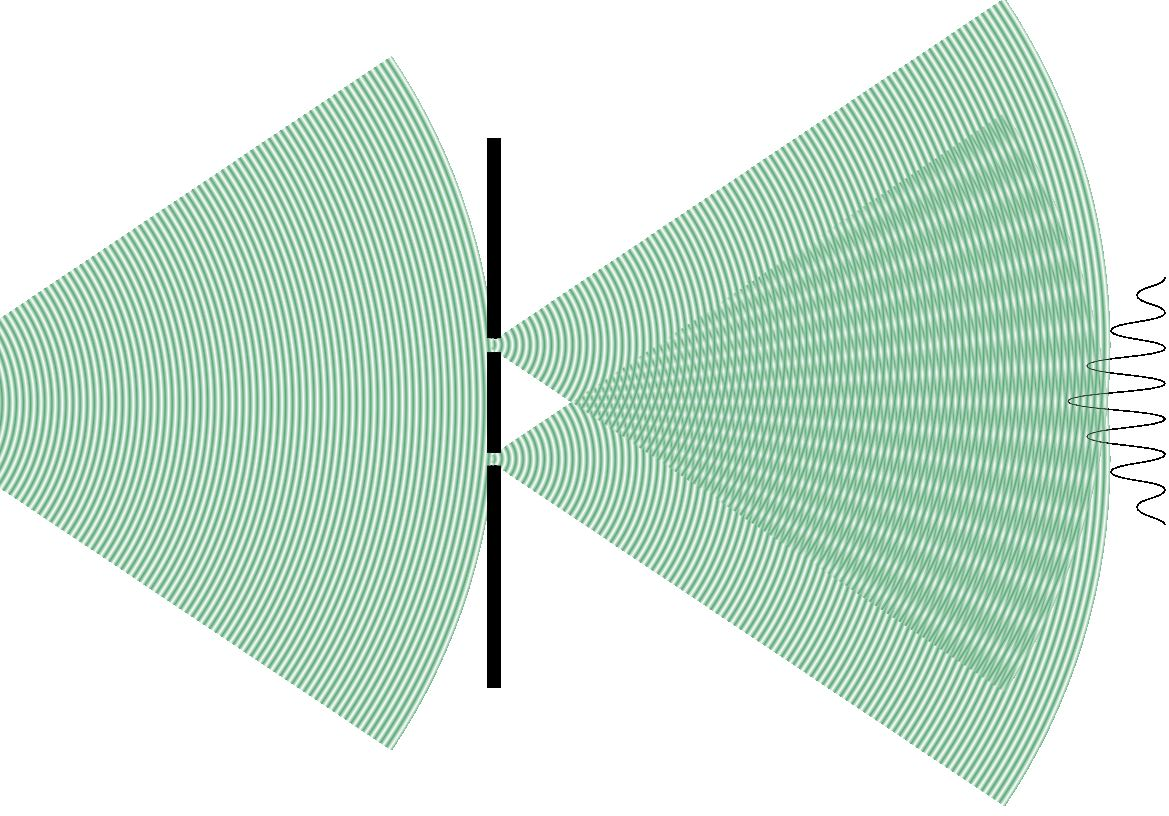
Interferenza da doppia fenditura

Schema semplificato di apparato con doppia fenditura e differenza di cammino ottico tra i due percorsi

In questa sezione si considera il caso di due fenditure; per semplicità, il problema verrà trattato limitatamente ad una sezione piana ortogonale allo schermo e passante per le due aperture (vedi figura alla fine del paragrafo).
Quello che interessa ai fini della trattazione è come si distribuisce l'intensità luminosa sulla lastra, e quindi capire come questa varia tra i massimi e i minimi. La condizione di campo lontano, necessaria per poter trattare le due fenditure come puntiformi, consente di affermare che i vettori {\displaystyle \mathbf {r_{1}} ,\mathbf {r_{2}} } congiungenti le due aperture con il punto P della lastra in cui si intende valutare l'intensità possono essere considerati paralleli in prossimità delle fenditure. La differenza di cammino ottico, ossia la lunghezza in più che la prima onda percorre rispetto alla seconda prima di giungere in P, può essere dunque approssimata nel seguente modo:
{\displaystyle \Delta =|r_{1}-r_{2}|=d\,\sin \alpha },
dove {\displaystyle \alpha } è l'angolo compreso tra i due vettori e la normale allo schermo e {\displaystyle d} la distanza tra le aperture. Prendendo ora in considerazione le leggi che descrivono l'andamento, ad esempio del campo elettrico, per le due onde che partono dalle fenditure si ha:
{\displaystyle E_{1}=E_{0}\cos(kr_{1}-\omega t)\qquad E_{2}=E_{0}\cos(kr_{2}-\omega t)},
essendo {\displaystyle \mathbf {k} } il vettore d'onda, {\displaystyle \omega } la velocità angolare e {\displaystyle E_{0}} l'ampiezza del campo emesso dalla fenditura. L'interferenza delle due perturbazioni in P, ad esempio in {\displaystyle t=0}, si deduce subito dalle formule di prostaferesi:
{\displaystyle E=E_{1}+E_{2}=2E_{0}\cos {\frac {k(r_{1}+r_{2})}{2}}\cos {\frac {k(r_{1}-r_{2})}{2}}\approx 2E_{0}\cos {\frac {k(r_{1}+r_{2})}{2}}\cos {\frac {kd\,\sin \alpha }{2}}}.
Dato che si può certamente porre {\displaystyle r_{1}+r_{2}\approx 2r_{1}}, si avrà in definitiva:
{\displaystyle E=2E_{1}\cos {\frac {kd\,\sin \alpha }{2}}}.
La figura d'interferenza è legata all'intensità del campo incidente la lastra, che è direttamente proporzionale al quadrato dell'ampiezza del campo elettrico. Quindi
{\displaystyle I_{1}\propto E_{1}^{2}\,,\,I\propto E^{2}\quad \Rightarrow \quad I=4I_{1}\cos ^{2}{\frac {kd\sin \alpha }{2}}}
è la relazione che esprime l'intensità in funzione dell'angolo (o se si preferisce, in funzione della differenza di cammino ottico) e dell'intensità dell'onda che incide sullo schermo. 
Evidentemente, quando la differenza di cammino ottico è pari ad un multiplo intero della lunghezza d'onda {\displaystyle \lambda }
{\displaystyle \sin \alpha ={\frac {n\lambda }{d}}\qquad n=0,\pm 1,\pm 2,...}
i due campi interferiscono in fase, l'interferenza è costruttiva e si osserva un massimo nella figura di interferenza. 
Viceversa, quando tale differenza coincide con un multiplo dispari di mezza lunghezza d'onda.
{\displaystyle \sin \alpha ={\frac {n\lambda }{2d}}\qquad n=\pm 1,\pm 3,...}
le perturbazioni interferiscono in controfase, l'interferenza è distruttiva e si osserva un nullo di intensità. 
In termini della coordinata {\displaystyle x} sulla lastra, calcolata a partire dal centro, considerato che, almeno per piccoli angoli
{\displaystyle x=L\tan \alpha \approx L\sin \alpha }
dove {\displaystyle L} è la distanza tra lo schermo e la lastra, si può quindi affermare che la distanza tra due massimi (o minimi) consecutivi è data da:
{\displaystyle \Delta x\approx L{\frac {\lambda }{d}}}
In conclusione, la distribuzione dell'intensità sullo schermo non è uniforme, ma si manifesta in fasce chiare e scure alternate. Questa ridistribuzione dell'intensità rispetta il principio di conservazione dell'energia, nel senso che la potenza incidente sulla lastra coincide esattamente con quella che transita attraverso le due fenditure. Lo spessore delle fasce, in questo caso uguale per tutte (sempre per piccoli angoli), sarà pari alla metà di {\displaystyle \Delta x}; ovviamente, si osserverà anche una certa sfumatura ai bordi delle medesime.

### Estensione a un numero generico di fenditure
Si supponga ora di avere una griglia regolare costituita da un numero molto grande {\displaystyle N} di fenditure, distanziate l'una dall'altra sempre di {\displaystyle d}. Il metodo che qui adotteremo è quello dei fasori, più comodo da usare quando si tratta di sommare i contributi di più di due sorgenti; in questo contesto, il fasore associato è un vettore di modulo pari a quello del campo elettrico e di fase pari alla componente spaziale {\displaystyle kr}. La somma dei campi elettrici viene così rappresentata nel seguente modo:
{\displaystyle E_{0}{\mbox{e}}^{ikr_{1}}+E_{0}{\mbox{e}}^{ikr_{2}}+\ldots +E_{0}{\mbox{e}}^{ikr_{N}}=}
{\displaystyle =E_{0}{\mbox{e}}^{ikr_{1}}(1+{e}^{ikd\sin \alpha }+\ldots +{\mbox{e}}^{ik(N-1)d\sin \alpha })\approx E_{1}\int _{0}^{N}{e}^{iknd\sin \alpha }{\mbox{d}}n} [1]
nell'ipotesi che la distanza {\displaystyle d} sia molto piccola rispetto alla lunghezza d'onda, tanto da poter considerare la differenza di cammino ottico dell' {\displaystyle n+1}-esimo fasore rispetto al primo, {\displaystyle nd\sin \alpha }, come una variabile continua. Il risultato dell'integrazione è:
{\displaystyle E=E_{1}\,{\frac {{e}^{ikNd\sin \alpha }-1}{ikd\sin \alpha }}=E_{1}\,{\frac {{e}^{\frac {ikNd\sin \alpha }{2}}}{\frac {kd\sin \alpha }{2}}}{\frac {{e}^{\frac {ikNd\sin \alpha }{2}}-{e}^{-{\frac {ikNd\sin \alpha }{2}}}}{2i}}}.
Usando la formula di Eulero si ottiene:
{\displaystyle E=E_{1}\,{\frac {{e}^{\frac {ikNd\sin \alpha }{2}}}{\frac {kd\sin \alpha }{2}}}\sin \left({\frac {kNd\sin \alpha }{2}}\right)}

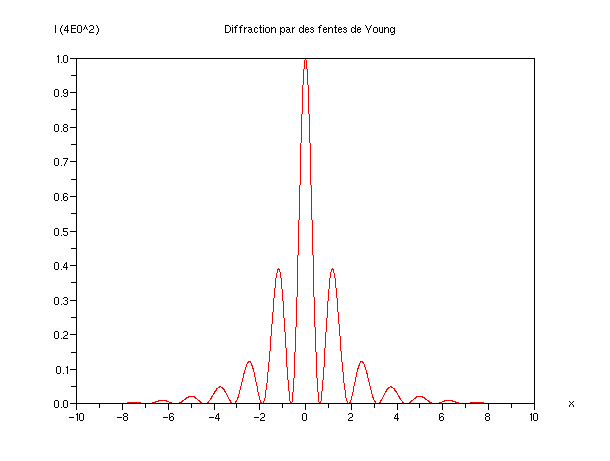
Pattern di interferenza da doppia fenditura

Interferenza prodotta da un reticolo di sorgenti, per piccole lunghezze d'onda. Sono chiaramente visibili i massimi principali e quelli secondari

e in definitiva, dato che l'intensità è semplicemente proporzionale al modulo quadro del fasore
{\displaystyle I=I_{1}N^{2}\,{\left[{\frac {\sin \left({\frac {kNd\sin \alpha }{2}}\right)}{\frac {kNd\sin \alpha }{2}}}\right]}^{2}}.
Il pattern di diffrazione coincide quindi con il quadrato di un seno cardinale in funzione della variabile {\displaystyle {\frac {Nd\sin \alpha }{\lambda }}}.
I nulli di intensità corrispondono ai valori di {\displaystyle \sin \alpha } per i quali questa quantità è un intero {\displaystyle m} non nullo, cioè
{\displaystyle \sin \alpha =m{\frac {\lambda }{Nd}}\;,\quad m=\pm 1,\pm 2\ldots },
mentre i massimi sono intercalati tra i vari minimi in una qualche maniera; il picco di intensità si trova nel centro, cioè per {\displaystyle \alpha } nullo.
L'estensione al caso tridimensionale richiede solo di osservare che la differenza di cammino ottico è data dalla proiezione del vettore {\displaystyle \mathbf {x} } che congiunge la prima apertura con la seconda sul versore {\displaystyle \mathbf {\hat {u}} } che individua la posizione di P; dunque in generale:
{\displaystyle E=E_{1}\int _{S}{e}^{i\mathbf {kx} }{\mbox{d}}\mathbf {x} },
essendo S la superficie occupata dalla griglia e {\displaystyle \mathbf {k} } il vettore {\displaystyle k\mathbf {\hat {u}} }. La presenza del reticolato dunque non fa altro che eseguire la trasformata di Fourier passa basso del disegno (in funzione di {\displaystyle \mathbf {k} }), con “frequenza di taglio” dipendente dalla lunghezza d'onda.

### Analisi della lunghezza d'onda
Un'analisi più accurata, valida per un numero qualsiasi di fenditure e soprattutto per una generica lunghezza d'onda, prevede l'uso della serie geometrica per esprimere la [1]:
{\displaystyle E=E_{1}{\frac {1-{e}^{ikNd\sin \alpha }}{1-{e}^{ikd\sin \alpha }}}=E_{1}\,{\frac {{e}^{\frac {ikNd\sin \alpha }{2}}}{{e}^{\frac {ikd\sin \alpha }{2}}}}{\frac {\sin \left({\frac {kNd\sin \alpha }{2}}\right)}{\sin \left({\frac {kd\sin \alpha }{2}}\right)}}}.
Attraverso questa relazione si ottiene una miglior stima per la figura di interferenza:
{\displaystyle I=I_{1}N^{2}\,{\left[{\frac {\sin \left({\frac {kNd\sin \alpha }{2}}\right)}{N\sin \left({\frac {kd\sin \alpha }{2}}\right)}}\right]}^{2}},
che si riduce alla precedente per grandi lunghezze d'onda; piccole lunghezze d'onda hanno pertanto l'effetto di creare delle ondulazioni nell'inviluppo del pattern, che non avrà più un andamento strettamente decrescente ma appunto decadrà oscillando.
La condizione per i massimi principali di intensità, che coincidono con i massimi locali dell'inviluppo, è quella per la quale entrambi i seni si annullano
{\displaystyle {\frac {kd\sin \alpha }{2}}=m\pi \quad \Rightarrow \quad \sin \alpha =m{\frac {\lambda }{d}}\;,\quad m\in Z}
(si noti che la condizione è indipendente dal numero di fenditure), mentre gli altri massimi, detti secondari, si ottengono in corrispondenza dei punti in cui il seno a frequenza multipla, al numeratore, è massimo in modulo e quello al denominatore è non nullo:
{\displaystyle {\frac {kNd\sin \alpha }{2}}=m\pi \quad \Rightarrow \quad \sin \alpha ={\frac {m}{N}}{\frac {\lambda }{d}},\quad m\in Z} esclusi i punti in cui {\displaystyle m} è multiplo di {\displaystyle N} per non includere i massimi principali.
Per i minimi si deve infine scegliere di annullare il numeratore escludendo, però, i punti corrispondenti alla condizione di massimo principale
{\displaystyle {\frac {kNd\sin \alpha }{2}}=\left(m+{\frac {1}{2}}\right)\pi \quad \Rightarrow \quad \sin \alpha ={\frac {(m+{\frac {1}{2}})}{N}}{\frac {\lambda }{d}},\quad \ m\in Z}.
L'estensione al caso multidimensionale è analoga a quella svolta sopra.

## Gli effetti di diffrazione
In base al principio di Huygens, anche la diffrazione può essere rimandata ad un problema di interferenza. Le approssimazioni fatte sopra trattano le fenditure come sorgenti puntiformi, ma in realtà la loro estensione influenza in qualche maniera il pattern, soprattutto per piccole lunghezze d'onda; in sostanza, all'effetto interferenziale dovuto all'interazione reciproca tra una fenditura e le altre, è necessario aggiungere quello indotto da ciascuna singola fenditura.
La condizione di massimo di intensità per due fenditure adiacenti, a distanza {\displaystyle d}, è:
{\displaystyle \sin \alpha ={\frac {m\lambda }{d}}\;,\quad m=0,\pm 1,\pm 2\ldots },
mentre la condizione di interferenza distruttiva per la singola fenditura è data da:
{\displaystyle \sin \alpha ={\frac {m\lambda }{a}}\;,\quad m=\pm 1,\pm 2\ldots },
dove, in caso monodimensionale, {\displaystyle a} è la larghezza della fenditura: infatti, il minimo si ha se e solo se ad ogni punto della fenditura ne corrisponde un altro che produce un'onda in controfase con quella prodotta dal precedente (con una differenza di cammino ottico pari a mezza lunghezza d'onda, quindi), e ovviamente questo è possibile se e solo se la distanza tra quei due punti coincide con la metà della larghezza della fenditura. I massimi assenti, ad esempio, possono essere dedotti combinando le due formule:
{\displaystyle \sin \alpha ^{*}={\frac {m_{1}\lambda }{d}}={\frac {m_{2}\lambda }{a}}\;\Leftrightarrow \;\sin \alpha ^{*}={\frac {m\lambda }{a}}\;,\quad m=\pm 1,\pm 2\ldots }.
Per lunghezze d'onda molto grandi rispetto ad {\displaystyle a}, il primo massimo assente si trova all'infinito, come ci si aspettava essendo trascurabili gli effetti di interferenza interni alle singole fenditure.
Il caso multidimensionale è più complesso da trattare; un esempio è quello del disco di Airy, che rappresenta la figura di diffrazione prodotta da un'apertura circolare investita da una radiazione con lunghezza d'onda confrontabile con il diametro della fessura o inferiore.